# Jan Szymański (1932–1998)
Jan Szymański (ur. 28 maja 1932 w Soroce, zm. 15 września 1998) – polski oficer marynarki handlowej, działacz socjalistyczny, poseł na Sejm PRL VI kadencji.

## Życiorys

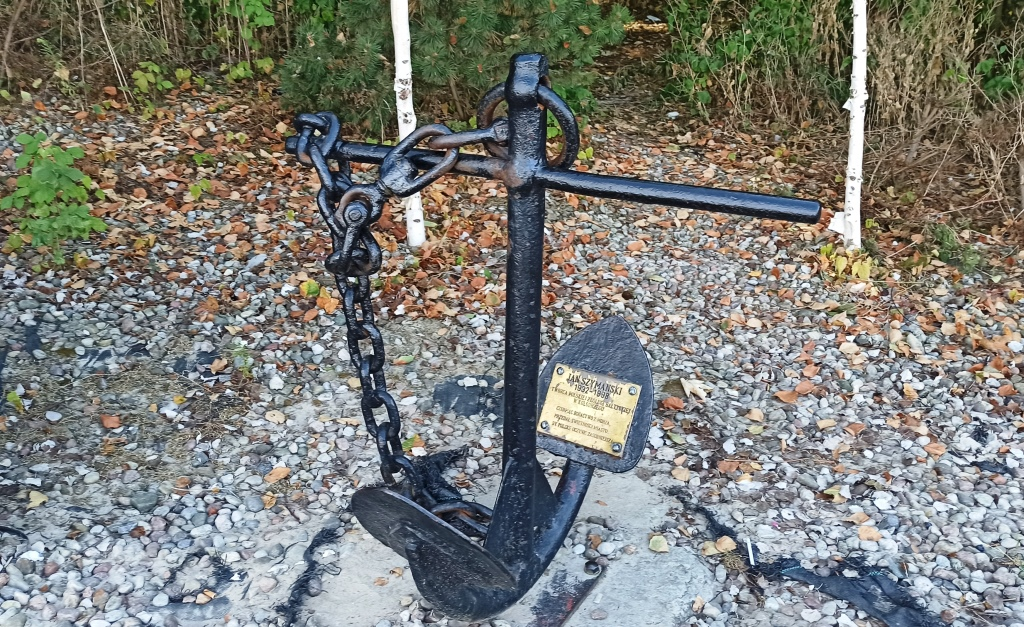
Kotwica z tabliczką przy tablicy pamiątkowej przy wejściu na molo w Kołobrzegu

Syn Emiliana i Honoraty. W 1952 zdobył wykształcenie wyższe na Wydziale Nawigacyjnym Wyższej Szkoły Morskiej w Szczecinie. W styczniu 1953 został rybakiem, a potem szyperem w przedsiębiorstwie „Arka”. Działał jednocześnie w Związku Młodzieży Polskiej, zasiadając w plenum Zarządu Wojewódzkiego oraz Zarządu Głównego. W 1954 wstąpił do Polskiej Zjednoczonej Partii Robotniczej. W 1955 przeprowadził się do Ustki, gdzie został rybakiem w przedsiębiorstwie „Korab”. Od czerwca 1956 do września 1961 był tam zastępcą dyrektora. Zasiadał jednocześnie w plenum Komitetu Powiatowego PZPR w Słupsku. W 1961 przeniesiono go do pracy w Polsko-Gwinejskim Towarzystwie Rybackim w Konakry.
W 1963 powrócił do Polski, zostając zastępcą dyrektora w koszalińskim Urzędzie Morskim z siedzibą w Słupsku. W maju 1968 objął stanowisko dyrektora Przedsiębiorstwa Połowów i Usług Rybackich „Barka” w Kołobrzegu. Przewodniczył tamtejszemu Powiatowemu Komitetowi Frontu Jedności Narodu. W 1972 uzyskał mandat posła na Sejm PRL w okręgu Koszalin. Zasiadał w Komisji Komunikacji i Łączności oraz był zastępcą przewodniczącego Komisji Gospodarki Morskiej i Żeglugi. W czerwcu 1975 został członkiem egzekutywy Komitetu Miejskiego PZPR w Kołobrzegu.
Pochowany w Kołobrzegu.

## Odznaczenia
- Złoty Krzyż Zasługi (1970)
- Srebrny Krzyż Zasługi (1955)
- Srebrny Medal „Za zasługi dla obronności kraju” (1971)
- Brązowy Medal „Za zasługi dla obronności kraju” (1967)
- Odznaka honorowa „Zasłużony Pracownik Morza”